# آرش طاهباز
آرش طاهباز (متولد ۱۴ آبان ۱۳۷۹) استاد بین‌المللی شطرنج ایران است.

## افتخارات
- قهرمان جوانان آسیا در سال ۲۰۱۷-[۳]
- قهرمان رده سنی زیر ۱۸ سال آسیا در سال ۲۰۱۷-[۴]
- قهرمان رده سنی زیر ۱۶ سال آسیا در سال ۲۰۱۶-[۵]
- قهرمان مسترز باکو ۲۰۱۹-[۶]
- قهرمان جام ابن سینا ۲۰۱۸-[۷]
- قهرمان یادبود جعفروف ۲۰۱۸-[۸]
- قهرمان نخستین دوره جام بیستون-[۹]